# Frøstjerne
Frøstjerne (Thalictrum) er en slægt med flere end 120 arter, der er udbredt i alle egne af verden, undtagen Australien og Antarktis. Det er flerårige urter med forveddede jordstængler eller knoldagtige rødder. Bladene er dels grundstillede og stængelstillede med spredt bladstilling. De er uligefinnede med hjerteformede eller ovale-linjeformede småblade ofte med trelappet eller tandet rand. Blomsterstanden er endestillet og af og til også sidestillet med 2-200 enkeltblomster. Arter med enlige blomster findes dog også. Blomsterne er regelmæssige (hos nogle arter dog særbo eller sambo) uden kronblade, men med gule eller purpurrøde bægerblade. Frugterne er nødder, der sidder flere sammen,
| Beskrevne arter |

- Fjeldfrøstjerne (Thalictrum alpinum)
- Akelejefrøstjerne (Thalictrum aquilegifolium)
- Violfrøstjerne (Thalictrum delavayi, synonym: Thalictrum dipterocarpum)
- Gul frøstjerne (Thalictrum flavum)
- Dværgfrøstjerne (Thalictrum  kiusianum)
- Liden frøstjerne (Thalictrum minus)
- Klokkefrøstjerne (Thalictrum rochebruneanum)
- Rank frøstjerne (Thalictrum simplex)

| Andre arter |

| - Thalictrum actaeifolium - Thalictrum chelidonii - Thalictrum chinense - Thalictrum cooleyi - Thalictrum coreanum - Thalictrum cultratum - Thalictrum dasycarpum - Thalictrum dioicum - Thalictrum dunense - Thalictrum elegans - Thalictrum fendleri - Thalictrum finetii - Thalictrum foeniculaceum - Thalictrum foetidum - Thalictrum foliolosum | - Thalictrum glandulosissimum - Thalictrum heliophilum - Thalictrum ichangense - Thalictrum javanicum - Thalictrum lucidum - Thalictrum occidentale - Thalictrum odoratum - Thalictrum pedunculatum - Thalictrum petaloideum - Thalictrum polycarpum - Thalictrum pubescens - Thalictrum revolutum - Thalictrum rhynchocarpum - Thalictrum rochebruneanum - Thalictrum rostellatum | - Thalictrum rugosum - Thalictrum saxatile - Thalictrum simplex - Thalictrum sparsiflorum - Thalictrum speciossimum - Thalictrum squarrosum - Thalictrum sultenabedense - Thalictrum thalictroides - Thalictrum tuberiferum - Thalictrum tuberosum - Thalictrum uchiyamae |